# Xenochrophis
Genre
Xenochrophis est un genre de serpents de la famille des Natricidae.

## Répartition
Les espèces de ce genre se rencontrent en Asie, du Pakistan jusqu'au Japon en passant par le Népal et la Malaisie.

## Description
Les espèces de ce genre sont ovipares.

## Liste d'espèces
Selon The Reptile Database (4 septembre 2013) :
- Xenochrophis asperrimus (Boulenger, 1891)
- Xenochrophis bellula (Stoliczka, 1871)
- Xenochrophis cerasogaster (Cantor, 1839)
- Xenochrophis flavipunctatus (Hallowell, 1860)
- Xenochrophis maculatus (Edeling, 1864)
- Xenochrophis melanzostus (Gravenhorst, 1807)
- Xenochrophis piscator (Schneider, 1799)
- Xenochrophis punctulatus (Günther, 1858)
- Xenochrophis sanctijohannis (Boulenger, 1890)
- Xenochrophis schnurrenbergeri Kramer, 1977
- Xenochrophis trianguligerus (Boie, 1827)
- Xenochrophis tytleri (Blyth, 1863)
- Xenochrophis vittatus (Linnaeus, 1758)

## Publication originale
- Günther, 1864 : The reptiles of British India, p. 1-452 (texte intégral).